# Tierra Blanca (Veracruz)
Tierra Blanca es una ciudad mexicana, en el estado de Veracruz y cabecera del municipio homónimo. Pertenece a la región del Papaloapan. Se localiza en la zona sur del estado y colinda con el estado de Oaxaca. Está ubicada a 215 km de distancia aproximada de la Capital del Estado por carretera, a 98 km del Puerto de Veracruz y a 4 km de la localidad de Joliette Oaxaca. Se destaca principalmente por su alta producción agrícola y ganadera y su amplia producción de arroz y caña de azúcar.

## Historia
El 1° de junio de 1930, Tierra Blanca fue elevada a la categoría de Villa por lo que el presidente municipal, Cipriano Oliveros promovió la creación del Escudo Heráldico y formó una comisión encargada de ello. La comisión quedó integrada por Francisco Pavón Amador, el Prof. Jonás B. Nambo y Wenceslao R. Alfonso.
El diseño del escudo lo realizó el Prof. Jonás B. Nambo y posteriormente fue pintado al Óleo por Ramón Silva.
El escudo se compone y simboliza lo siguiente:
En el cuartel principal del centro, sobre un campo verde, se destaca una máquina del ferrocarril y la vía, simbolizando el progreso en sus medios de comunicación, ya que Tierra Blanca fue importante centro ferrocarrilero; a sus lados hay un obrero y un campesino estrechándose la mano, que representan las fuerzas activas que dieron lugar a la fundación y factores importantes para el desarrollo de la vida del pueblo; el número 5 de la máquina, recuerda que ese número tenía el primer tren que llegó a Tierra Blanca, comunicándola por este medio con el resto de la nación.
El campo dorado que circunda el cuartel principal donde se ostenta el nombre de Tierra Blanca, Veracruz simboliza la feracidad de su suelo cuyos productos agrícolas se convierten en la riqueza y bienestar de sus habitantes; así como el oro negro (petróleo), que guarda en sus entrañas la tierra en este municipio; el capacete y el caduceo situados en la parte superior, son el emblema y atributos de mercurio, que representan la paz, el arte, el comercio y la ciencia, demostrando el progreso cultural que alcanzaría la naciente villa; el laurel, la palma y demás adornos que rodean al escudo, simbolizan la franca hospitalidad que les brinda Tierra Blanca a todos los que a ella vienen, ofreciéndoles comodidad y bienestar en sus medios de vida, para la conquista comercial de esta rica región; la cornucopia derramando flores, simboliza que es tierra fecunda, pródiga y que puede producir por su exuberancia las más variadas y fragantes flores y los más exquisitos frutos de la zona tropical que se pueden cultivar en sus feraces tierras.
Todo esto rodeado por la leyenda "Villa Tierra Blanca" 7º/10/1930, la fecha en que se elevó a la categoría de Villa, aunque en al actualidad dice: Tierra Blanca, Veracruz.-VI-20-1915. Fecha en que se hizo municipio libre.

### Época prehispánica
Hace aproximadamente 2 mil años estas tierras estuvieron habitadas por el pueblo Olmeca.
Los Olmecas se vieron invadidos por los Totonacas del año 900 a 960 n. e. tiempo suficiente para que hubiera una fusión cultural y religiosa sobre todo en los principales centros ceremoniales como Nopiloa, Los Cerros, Dicha Tuerta, Cochindi, Apachital, etc. Hacia el siglo XV esta zona fue conquistada por los aztecas.

### Conquista y época colonial
En el momento de la conquista española, el área geográfica que ocupa el municipio de Tierra Blanca, tributaba al imperio mexica. Hasta finales del siglo XVI, la mayor parte del territorio del municipio pertenecía a la jurisdicción del pueblo de Tlatatetelco y una pequeña parte al extremo sur al pueblo de Cosamaloapan. El pueblo de Tlatatetelco a finales del siglo XVI ya estaba abandonado y las tierras bajo su jurisdicción fueron repartidas por mercedes por ejemplo, en 1577 a Lázaro Sánchez y Diego Ordaz, en 1583 a Gaspar de Rivadenayra, en 1585 a Pedro Flores, entre otros. La merced de Pedro Flores se ubicaba en el lugar llamado La Estanzuela, más tarde adquiridos por Gaspar de Rivadeneyra, que estableció en la Hacienda de la Estanzuela un mayorazgo del mismo nombre que permaneció en manos de la familia hasta inicios del siglo XIX, cuando fue fraccionada tras la supresión de los mayorazgos.

### SigloXIX
En la época de la independencia, existía el paraje llamado Santa María de Guadalupe Tierra Blanca. En 1813, se llevó a cabo un enfrentamiento entre los insurgentes y las fuerzas realistas.
A finales del siglo XIX, Santa María de Guadalupe Tierra Blanca fue un rancho del municipio de Tlalixcoyan;
Tierra Blanca fue fundada en el municipio de Tlalixcoyan en el año de 1868 por unas familias procedentes de ese poblado quienes edificaron sus casas con palmas, yaguas y caña de otate, cerca de un arroyo de aguas cristalinas cuyo fondo era de tizate blanco por lo que le dieron el nombre de Guadalupe Paso Blanco.
Ese lugar se ubica en el barrio de Tierra Blanca el Viejo al sur de la ciudad. A este sitio empezaron a llegar nuevas familias aumentando la población a 80 habitantes en 1876.

### Familias fundadoras
A través de la tradición oral se mencionan a las siguientes personas y familias fundadoras del municipio de Tierra Blanca:
Eligio Bravo, Miguel Tinoco, Félix Tinoco y sus hijos; José María Rosas, Miguel Dimas, Mateo Herrera, Pedro García y su hermano Isaac, Manuel y Antonio Hernández.
Más allá de la zanja del nacaste llegó la familia Amador, muy ricos ganaderos vecinos de la ranchería de pajaritos y de Putalcingo cerca del río Amapa, llegaron a causa de las inundaciones Manuel, Bartolo y Teófilo Castillo; Manuel, Francisco y Joaquín Huerta, Aniceto, Crispín y Eulalio Romero; Joaquín y Ramón Susunaga; Juan y Joaquín Hernández; Manuel Castillo, Juan y Ramón Morales. Entre otras familias; posteriormente se quedaron a vivir algunos comerciantes michoacanos que se casaron con mujeres de este lugar.

### Época porfirista
En el gobierno del general Porfirio Díaz se consideró que este lugar era de vital importancia en la estrategia militar por ser punto de enlace entre Tuxtepec, Córdoba y Veracruz.
En esta época, llamada porfiriato, se trató de establecer una gran red de ferrocarriles que comunicara la mayor parte de la república. Entre las líneas consideradas estaba la de Córdoba-Tuxtepec, iniciada en 1888 pero que no llegó a concretarse totalmente. En 1898 se dio una nueva concesión para unir los ferrocarriles que corrían de Veracruz a México y el de Coatzacoalcos a Salina Cruz, esta nueva línea se llamó Ferrocarril Veracruz al Pacífico (a partir de 1907 cambió el nombre a Ferrocarril de Veracruz al Istmo). La construcción empezó en 1899 en Motzorongo y terminó en 1903-1904 en Santa Lucrecia (actualmente, Carranza). El tramo que cruzó por Tierra Blanca se construyó en 1900 estableciéndose una estación que tomó mucha importancia porque desde este punto en 1901 se empezó a tender el ferrocarril que comunicaría con Veracruz. En 1905 se inauguraron los talleres.
En el censo de 1900, hay dos localidades con el nombre de Tierra Blanca, una con la categoría de ranchería y la otra de Hacienda. La ranchería tenía un total de 147 habitantes (77 hombres y 70 mujeres) y la hacienda tenía una población de 247 personas (125 hombres y 122 mujeres), por lo tanto, se puede establecer que tenían alrededor de 30 y 50 casas, respectivamente.
El mismo censo menciona dos localidades con el nombre de Estanzuela una con la categoría de congregación y la otra de Hacienda. La congregación tenía 742 habitantes (400 hombres y 342 mujeres) y la hacienda tenía 200 habitantes (104 hombres y 96 mujeres).
En 1903, se describía a Tierra Blanca como una pequeña aldea con una población de distintos orígenes, expuesta a la enfermedades y de escasos recursos que eran empleados y trabajadores del ferrocarril.

### Época de la revolución y postrevolucionaria
El general Cándido Aguilar Vargas, decretó la autonomía política de Tierra Blanca el 16 de junio de 1915. El primer presidente municipal, José Rosas Bravo inició sus funciones el 1 de enero de 1916.
El decreto de 8 de julio de 1935 otorga el título de ciudad a la villa de Tierra Blanca.

### Cronología de hechos históricos

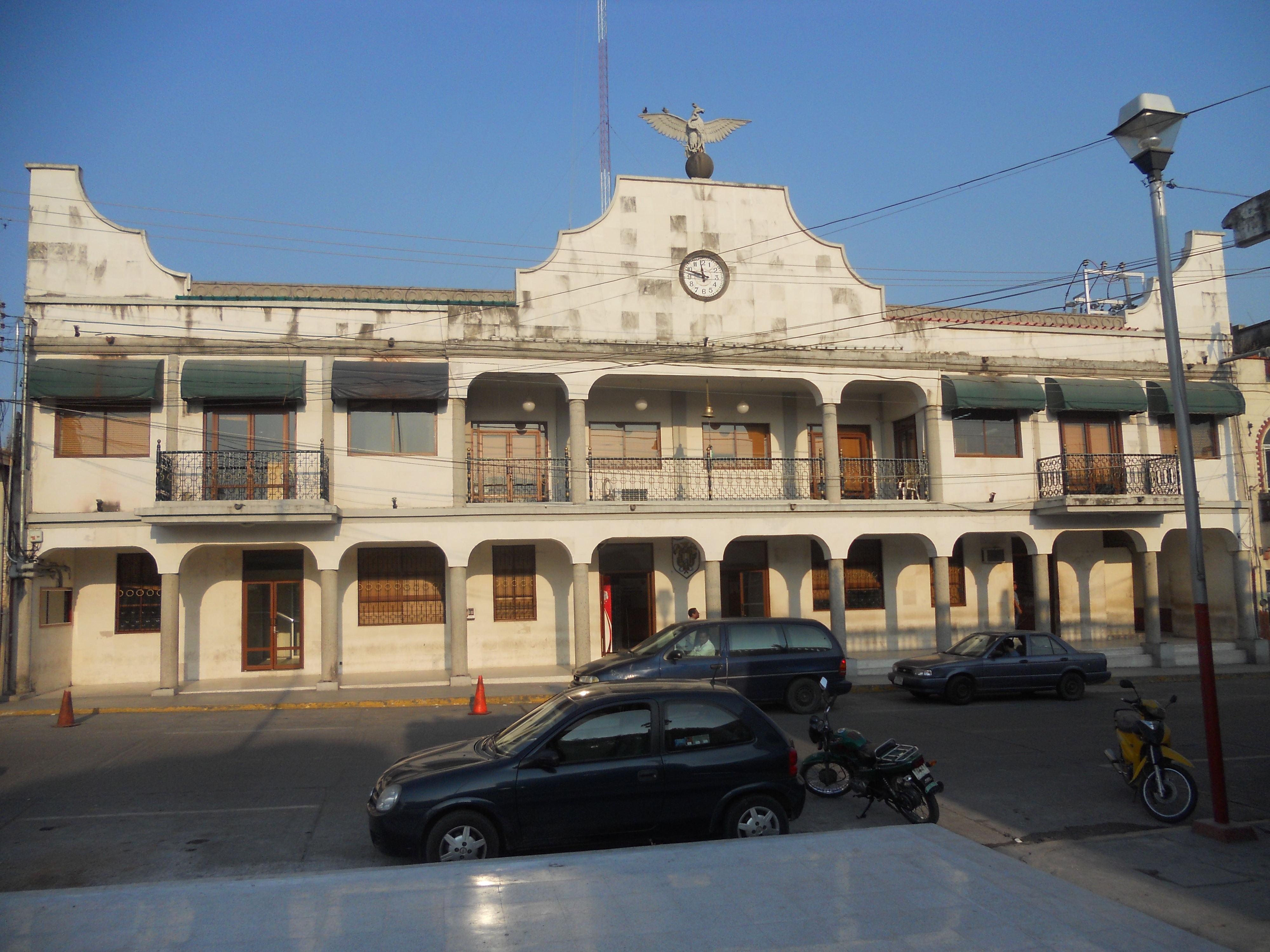
Palacio municipal, sede del gobierno de la ciudad.

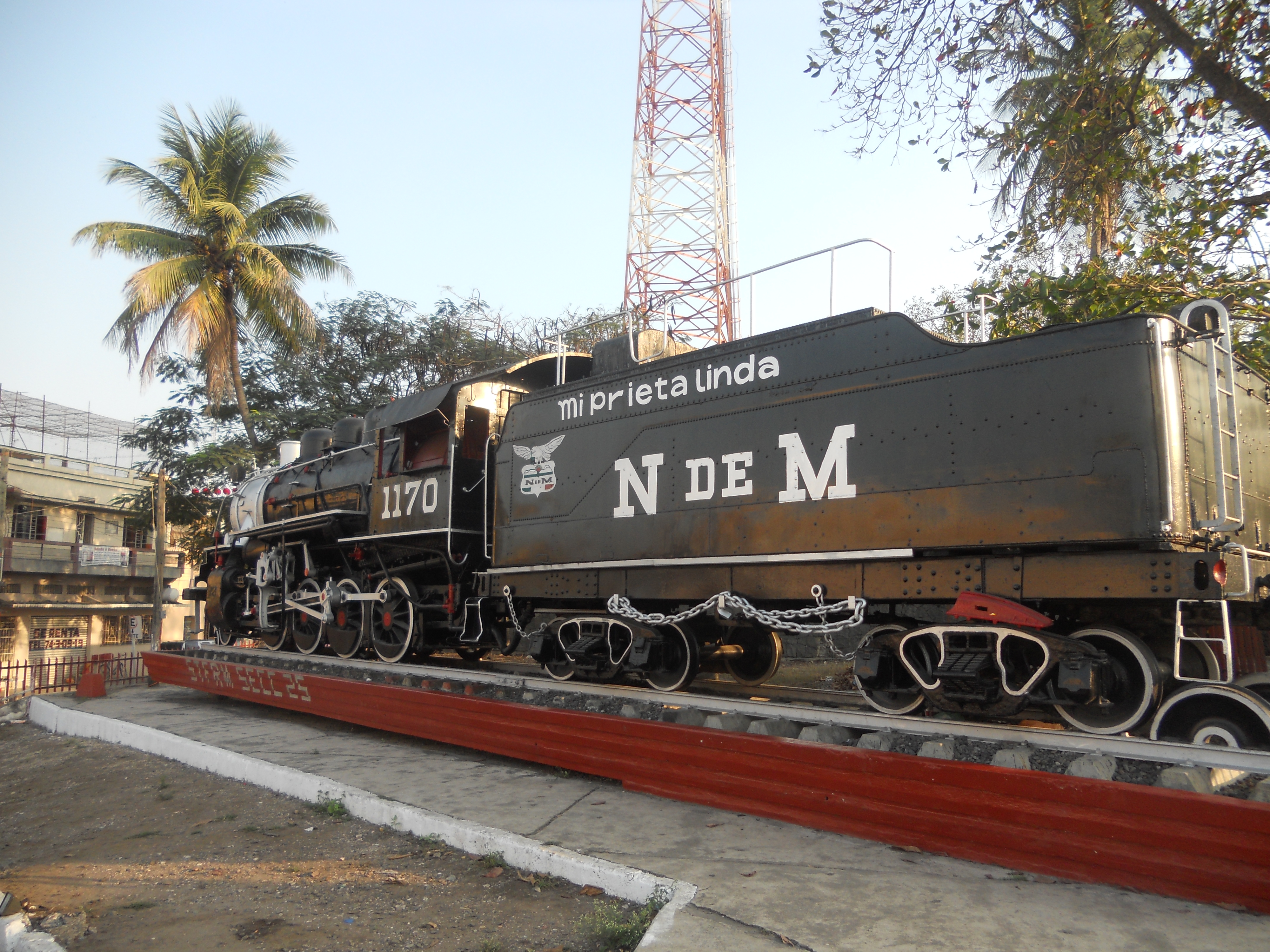
Locomotora de vapor en homenaje a los ferrocarrileros y en recuerdo a la importancia de este tipo de transporte para la ciudad.

- 1868 Se funda la ranchería de Santa María de Guadalupe Paso Blanco, hoy Tierra Blanca.
- 1898 Tierra Blanca se convierte en congregación de Tlalixcoyan.
- 1900 Se inicia el tendido de Vías de Ferrocarril, de Paso Rayón a Tierra Blanca.
- 1901 Se inicia la construcción del ramal del ferrocarril de Veracruz a Tierra Blanca.
- 1905 Se inaugura la estación de pasajeros y los talleres del Ferrocarril.
- 1910 Se funda el club político Benito Juárez, que se convirtió en la comisión emancipadora de Tierra Blanca.
- 1915 Se le da posesión solemne al pueblo de Tierra Blanca de su Autonomía Política, se convierte en municipio libre.
- 1916 Se crearon las primeras 2 escuelas municipales, una varonil y una femenil.
- 1918 Se inicia la construcción del parque municipal "Benito Juárez".
- 1922 Se creó el barrio de la Loma Jazmín y se hizo la nomenclatura de las calles y avenidas de la ciudad.
- 1923 Se inicia el proceso de dotación de tierras para el ejido de Tierra Blanca y se crean dos barrios más Tierra Blanca el Viejo y Santa Lucrecia.
- 1930 El poblado de Tierra Blanca, se eleva a la categoría de villa y la Legislatura del Estado aprueba el escudo heráldico del municipio.
- 1931 Se inicia la construcción del palacio municipal.
- 1934 Se declara por parte de la Secretaría de Economía Nacional, legalmente constituida la Cámara de Comercio Local.
- 1935 La Legislatura aprueba darle él título de ciudad a la Villa de Tierra Blanca.
- 1936 Se inaugura el Hospital.
- 1939 Se inicia la construcción de la iglesia parroquial; Se funda la asociación de Charros del municipio.
- 1940 Se inician las Peregrinaciones en honor de la Virgen de Guadalupe.
- 1944 Se inician los trabajos para la introducción del agua potable.
- 1947 Se introduce el servicio de agua potable.
- 1949 Se funda la Cruz Roja Mexicana en esta ciudad.
- 1950 Se inaugura el edificio del hospital de concentración de Trabajadores Ferrocarrileros de la división V.C.I.
- 1952 Se introduce el servicio de la luz eléctrica y el alumbrado público.
- 1962 Se inicia el servicio urbano de la ciudad.
- 1967 Se inicia la pavimentación de las principales calles de la ciudad.

## Gobierno
El gobierno de Tierra Blanca está a cargo de su ayuntamiento que es electo mediante voto universal, directo y secreto para un periodo de cuatro años que no son renovables en el periodo inmediato posterior. Está integrado por el presidente municipal, un síndico único y el Cabildo conformado por ocho regidores: tres electos por mayoría relativa y cinco por el principio de representación proporcional. Todos inician el ejercicio de su cargo el día 1 de enero del año siguiente a su elección.
El 1 de enero de 2022 entró en funciones el actual presidente municipal, Álvaro Gómez Flores. 

### Cronología de los Presidentes Municipales
Presidente y período:
- José Rosas Bravo 1916-1917
- Daniel G. Rodríguez 1918-1919
- Abraham Maldonado 1920-1921
- Antonio Mora Pérez 1922-1923
- Luis Menéndez 1924-1925
- Juan Saavedra 1926-1927
- Víctor García 1928-1929
- Cipriano Oliveros 1930-1931
- Luis J. David 1932-1933
- Agustín G. López 1934-1935
- Paulino Haaz Reyesvera 1936 - 1937
- Manuel Velázquez 1938 - 1939
- Mario H. Hernández 1940 - 1941
- Benigno Pereyra Mortera 1942 - 1943
- Ernesto García Ferro 1944 - 1946
- Segundo Verde Sánchez 1947 - 1949
- Eduardo Salomón Sánchez 1950 - 1952
- Segundo Verde Sánchez 1953 - 1955
- Eladio Guzmán Hernández 1956 - 1958
- Manuel Colón Domínguez 1959 - 1961
- Salvador R. Cortés Capistran 1962 - 1964
- Cástulo Delfín Lara 1965 - 1967
- Consejo municipal; presidente Benjamín Cerda Ramírez 1968 - 1970
- Nicolás González Sabino 1971 - 1973
- Gonzalo Vázquez Bravo 1974 - 1976
- Rafael Castro Mora 1977 - 1979
- Gilberto Lagunes Hernández 1980 - 1982
- Raymundo Osorio Medina 1983 - 1985
- Consejo municipal; presidente Petra Pavón Rivera 1985
- Francisco Castro González 1986 - 1988
- Misael Domínguez López  1988
- Armando Rodríguez Perales 1989 - 1991
- Adán Martínez Alonso 1992 - 1994
- Victoriano Delfín Ruiz 1995 - 1997
- Francisco Arano Montero 1998 - 1999
- Gabriel Cárdenas Hernández 2000
- Miguel Ricardo Pulido 2001 - 2004
- Francisco Arano Montero 2005 - 2007
- José Alfredo Osorio Medina 2008 - 2010
- Tito Delfín Cano 2011 - 2013
- Saúl Lara González 2014 - 2017
- Patricio Aguirre Solís 2018-2021
- Álvaro Gómez Flores 2022-2025

## Límites
- Al norte: con los municipios de Omealca y Cotaxtla.
- Al sur: con los municipios de Tres Valles y Cosamaloapan.
- Al este: con los municipios de Ixmatlahuacan, Ignacio de la Llave y Tlalixcoyan.
- Al oeste: con los municipios del Estado de Oaxaca Acatlán de Pérez Figueroa, Tuxtepec y San Miguel Soyaltepec.

## Territorio
Es uno de los cinco municipios más grandes en extensión del estado, tiene una superficie de 1 363.76 km², cifra que representa un 1.87% del total del Estado.

### Localización
Se encuentra ubicado en la zona centro del estado, colindando con el estado de Oaxaca, en las coordenadas 18°27′ latitud norte y 96°21′ longitud oeste, encontrándose la cabecera municipal a una altitud de 60 metros sobre el nivel del mar, aproximadamente.
Su distancia aproximada de la capital del Estado por carretera es de 215 km y del puerto de Veracruz es de 98 km.

### Clima
Su temperatura media anual es de 31.7  °C, su precipitación pluvial media anual es de 1.356,5 mm. Es un municipio caluroso el clima predominante la mayor parte del año es cálido, húmedo tropical con abundantes lluvias en el verano y en el invierno, en pleno verano las temperaturas han logrado rebasar en ocasiones los 50° a la sombra, por eso es llamada por los poetas de la localidad La novia del sol.

### Vegetación
Su vegetación es de tipo selva baja caducifolia y llanos esteparios.

### Flora
Predominan los bosques de coníferas y encinos y los bosques húmedos de montaña, así como selvas húmedas, secas y pastizales. También hay vegetación acuática. La agricultura ocupa 75% de la superficie del estado, destacando la siembra de pastizales dedicados a la ganadería, de gran importancia económica en la entidad.
Es rico en árboles frutales como el carambolo, la almendra, el nanche, el tamarindo y el limón.

### Fauna
La fauna está compuesta por animales de corral, animales domésticos y animales de monte; existen, en el bosque: liebre, perico loro, ardilla voladora, musaraña, venado, coyote, zorra gris y cacomixtle. En la selva: mapache, zorrillo, jaguarundí y lagarto. En el pastizal: conejo y víbora de cascabel. En el manglar: tortuga, iguana y salamandra. En ambientes acuáticos: garza blanca, gaviota, pargo, huachinango, robalo, camarón, ostión, cangrejo, jaiba, pelícano y martín pescador.

### Orografía
Este municipio se toma de entrada, por la parte norte a la gran región de la cuenca del papaloapan.
El municipio se encuentra situado en la zona central del estado dentro de la región de las llanuras del Sotavento.
El relieve del suelo en su mayor parte, presenta terrenos planos denominados Llanos o Sabanas Tropicales, con algunas elevaciones en forma de lomas.

### Hidrografía
Se encuentra regado por los ríos Estanzuela, Moreno, Hondo y el Amapa que divide al estado de Veracruz y Oaxaca, que son tributarios del río Papaloapan, de ahí se derivan los pasos del Yale, Julieta, el Nanche donde en temporadas de sequía y Semana Santa se dan cita los habitantes de la ciudad y de lugares circunvecinos para disfrutar de sus aguas; además el municipio cuenta con las lagunas de María Lizamba, Piedras y San Marcos ricas por su variedad de especies acuáticas.

### Tipo de suelo
Su suelo es de tipo luvisol y vertisol, el primero se caracteriza por la acumulación de arcilla en el subsuelo y el segundo presenta grietas anchas y profundas en época de sequía, es susceptible a la erosión.

## Actividades económicas

### Agricultura
El municipio cuenta con una superficie total de 136,376.748 hectáreas, de las que se siembran 87,739.427, en las 6185 unidades de producción. Los principales productos agrícolas en el municipio y la superficie que se cosecha en hectáreas es la siguiente: caña de azúcar 12,345.86, limón 12,108.45, maíz 9,352.95, sorgo 344.50, fríjol 341.50, arroz 3,522.20, chile verde 50, sandía 62, mango 3,586 y los cultivos de papaya, plátano, etc. En el municipio existen 3,445 unidades de producción rural con actividad forestal, de las que 542 se dedican a productos maderables. La información anterior, es rezagada, se hace referencia a datos censados hace más de 10 años, pero se incorporan a falta de datos más recientes.

### Ganadería
Tiene una superficie de 60,032 hectáreas dedicadas a la ganadería, en donde se ubican 4,906 unidades de producción rural con actividad de cría y explotación de animales, cuenta con 86,258 cabezas de ganado bovino de doble propósito, además la cría de ganado porcino, ovino, equino y caprino, las granjas avícolas y apícolas tienen cierta importancia.
Tierra Blanca es un municipio ganadero por excelencia y es uno de los principales municipios del estado en producción de leche y carne.
Se cuenta también con un hato ganadero muy importante en producción de carne pues se cuenta con un rastro frigorífico tipo TIF en la comunidad de El Amate, donde se procesan cerca de 400 cabezas de ganado diariamente, este rastro frigorífico es el más importante de la región sureste y uno de los más importantes del país.
La producción de leche en Tierra Blanca esta cerca de 100 mil litros de leche diarios, contando con un centro de acopio lechero.
Como dato la asociación Ganadera Local es la más grande en el país, con más de mil integrantes. La información anterior, dejó de ser confiable, se requiere un censo ganadero en virtud de que las malas políticas agropecuarias implantadas en los últimos 10 años, han propiciado que el uso de la tierra cambie drásticamente, la gran mayoría de ganaderos ahora se dedican al monocultivo de caña de azúcar, excepto por aquellos cuyo estatus económico les permite practicar la ganadería cuyas ganancias son mínimas.

### Pesca
La pesca en el municipio se caracteriza por mojarra, juiles, camarón, jaiba y acociles, cuenta con una extensión en el sistema lagunar de 5 mil hectáreas.
Actualmente se encuentran en desarrollo proyectos de granjas para el cultivo de peces (Piscicultura).

### Industria
En el municipio se han establecido solo dos industrias además diversas industrias pequeñas (talleres mecánicos y talacheras).
Destaca que las dos industrias cuentan con nivel de exportación internacional La Planta Vidriera Tierra Blanca, S.A. de C.V. es de las más modernas en su tipo a nivel mundial por su tecnología de punta en procesos de fabricación. Tiene una producción de alrededor de 3 millones de botellas diarias, con cuatro máquinas formadoras de 12 secciones y 3 cavidades es decir 36 envases o 200 botellas por minuto con capacidad variable de acuerdo al tipo de envase, así como dos máquinas chicas de 8 cavidades, (secciones variables de acuerdo a la presentación pudiendo ser de 2 o 3 cavidades), la planta fue construida en una superficie de 36 hectáreas, de las cuales 15 cuentan con edificaciones y el resto de áreas verdes, con una posible expansión de cadenas de montaje y fabricación de botellas.
Esta planta inicio sus operaciones en el mes de mayo en el año 2006, requiriendo una inversión de 200 millones de dólares y emplea a cerca de 800 personas de manera directa. La planta produce vidrio cristalino y ámbar que es utilizado por empresas cerveceras, para lo cual disponen de dos macro hornos con capacidad de producción de mil quinientas toneladas diarias de botellas y en los cuales se funde el vidrio a más de mil quinientos grados centígrados. Lo que significa que se producen alrededor de 3 millones de envases por día, en diferentes presentaciones, su principal cliente es la cervecera de Tuxtepec perteneciente al grupo Modelo.

#### Frigorífico y Empacadora de la Cuenca del Papaloapan
El rastro frigorífico de Tierra Blanca se construyó en el año 1991, con una inversión en esa época de 25 millones de pesos.
Ubicado en la comunidad del Amate, el frigorífico procesa cerca de 400 cabezas de ganado diariamente proveniente de otros municipios y otras entidades, carne de corral sin anabólicos, ni antibióticos y sin ningún tipo de químico que pueda incidir en la salud de los consumidores, este rastro tipo TIF (tipo inspección federal), es el más importante de la región sureste y uno de los mayores productores de carnes en el estado y en el país, surtiendo a grandes empresas transnacionales de sus productos y exportando carne a regiones como Europa y Medio Oriente.

## Cultura

### Festividades
Por los meses de abril y mayo se realizan las Fiestas del Rey Momo: el Carnaval donde toda la juventud converge en esos días de fiesta en la calle principal, este evento es uno de los más antiguos de la región ya que data desde 1930 el primer carnaval.
El 1 y 2 de noviembre el tradicional festejo de Todos los Santos y Fieles Difuntos, donde en muchos hogares se instalan altares de vida en honor a los muertos, se organizan muestras de altares con la participación de varias escuelas.
Del 1 al 12 de diciembre la fiesta de la virgen de Guadalupe a quien se le honra con peregrinaciones y se tapizan alfombras de aserrín. Además es un gran desborde de fe dónde incluso participan Bandas, danzas folklóricas y tradicionales de instituciones públicas e incluso de otros municipios, y en el Santuario Guadalupano de la ciudad se instala una Villa iluminada.
Del 11 al 19 de diciembre la feria regional ganadera organizada por la asociación Ganadera Local, donde se hace la exhibición de la producción artesanal, industrial, cultural y de servicios, además de la exhibición de ganado vacuno principalmente.
En el mes de diciembre también se celebran la tradicional Rama y El Viejo.
También se cuentan con la celebración de Nuestra Señora del Carmen el 16 de julio en la parroquia de la ciudad que fue una ermita fundada por la orden de los Carmelos.
Y los eventos religiosos que se llevan a cabo en Semana Santa.
Después el 2 de febrero se celebra el día de la Candelaria en una comunidad muy cercana con el mismo nombre, en ese lugar hay carreras de caballos, peleas de gallos y juegos deportivos.

### Música
La música que predomina en la región es el Son Jarocho del centro o Son Moderno, que a diferencia del Son del Sur, cuyo ritmo es variado y lento, el Son del centro es rápido y rítmico, donde es determinante el uso del arpa y del cual está orgullosamente representado Tierra Blanca, ya que los principales Arpistas de Son Jarocho, son de este municipio, entre los que destacaron Rubén Vázquez de Tlenhuicani, Ricardo Vázquez “El Pirulí”, Carlos Barradas Reali, entre otros. 

### Gastronomía
La comida más representativa de este municipio es la barbacoa de res o chile caldo, la cual recientemente se nombró "platillo típico del municipio" porque este platillo lo mismo se come en bodas, fiestas y velorios.
Otros alimentos representativos son los tamales de masa, yuca y elote, "cabecitas" de perro, productos lácteos de una gran calidad como serían los quesos ranchero, añejo y de hebra, las garnachas, los puritos, las papas preparadas, mondongo, rellena, chileatole, tesmole, manchamantel, ropa vieja, machuco, adobo de conejo, pilte de mojarra, entre otros.

### Artesanías
En algunos poblados se trabaja el cuero, las diferentes clases de palmas, se hacen dulces y en la cabecera municipal se hacen trabajos de ebanistería.

### Patrimonio Cultural

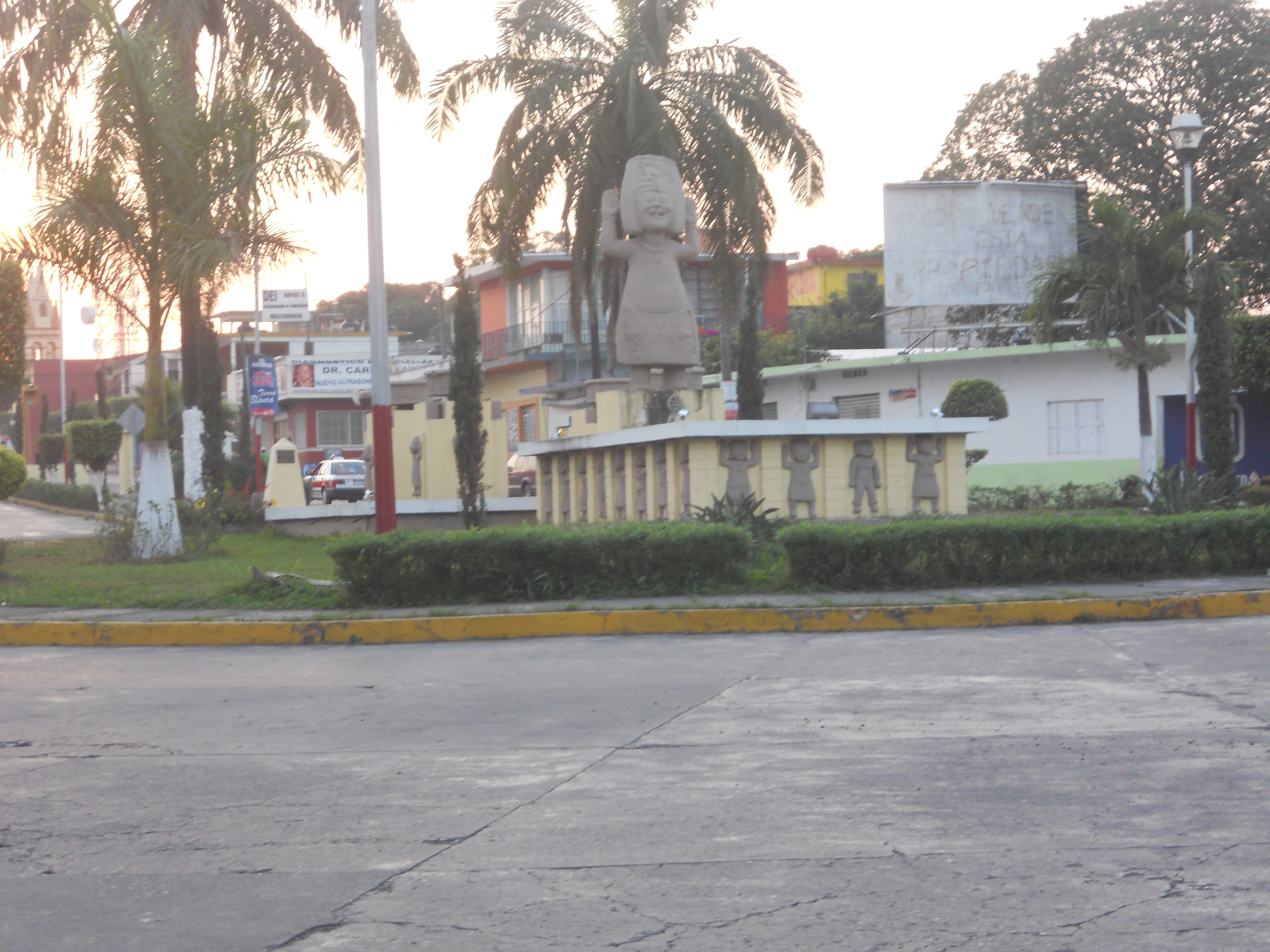
Monumento de las Caritas Sonrientes, ícono de la ciudad en recuerdo a la cultura Totonaca.

#### Zonas arqueológicas
Hay 4 zonas arqueológicas conocidas, sin embargo se sabe que hay más de 30 sitios arqueológicos (INAH).
En los primeros años del asentamiento de la ciudad de Tierra Blanca fueron encontrados numerosos vestigios arqueológicos de las culturas Totonaca y Olmeca, en lugares como Cochindi, Apachital, Dicha Tuerta, El Moral, Nopiloa; entre otros, los cuales en fechas recientes se siguen encontrando, mención especial merecen las famosas "Caritas Sonrientes" vestigios arqueológicos de influencia Totonaca encontrados en suelo terrablanquense y que ahora adornan la entrada de la ciudad.

#### Monumentos históricos
La parroquia de Nuestra Señora de Guadalupe (Tierra Blanca) se encuentra en el municipio de Tierra Blanca. Fue construida en el siglo XVIII y es conocida por su fachada barroca. La parroquia está dedicada a Nuestra Señora de Guadalupe, la patrona de México.
La ciudad de Tierra Blanca también tuvo su florecimiento durante el siglo XX, por lo que todos sus edificios, según la ley, no entran dentro de la categoría de históricos, pero entre los edificios más importantes de la ciudad están la iglesia parroquial y el palacio municipal. En el territorio municipal un monumento histórico importante es el casco antiguo de la hacienda de La Estanzuela.
En cuanto a monumentos urbanos hay una fuente; las famosas "Caritas Sonrientes" escultura con reminiscencias prehispánicas que adorna la principal entrada de la ciudad y la cual es uno de los símbolos más representativos de la ciudad, 6 estatuas entre las que podemos mencionar la recién develada "Victoria del Bicentenario" escultura hecha en recubrimiento de bronce, con un peso cercano a las 2.4 toneladas y 3 monumentos. También están otros monumentos como la Prieta Linda, el monumento a La Bandera y el monumento a La Madre ubicado frente al Santuario de la Virgen del Carmen, otro templo también antiguo de la ciudad.

## Centros turísticos
Potencialmente hablando hay varios puntos de interés como es Nopiloa, zona arqueológica de importancia en el municipio, las ruinas del río Joliet, las lagunas que hay entre las que sobresalen la Laguna María Lizamba, que además de su belleza cuenta con restaurantes donde se comen exquisitos mariscos y productos de la pesca local, además de las zonas Lacustres, atraviesan el municipio algunos ríos y sus afluentes, que son visitados por los habitantes del mismo, principalmente en Semana Santa y los meses de abril y mayo; hay un lugar con estupendas características para el desarrollo del ecoturismo , ya que posee un balneario natural de aguas azufradas y termales, zona arqueológica, colinas con grutas y zonas arboladas donde se puede cabalgar.

## Demografía

### Evolución demográfica
Según datos del censo del año 2005 el municipio Tierra Blanca cuenta con una población cercana a los cien mil habitantes, contando la ciudad de Tierra Blanca con una población aproximada de cuarenta y siete mil habitantes y el resto dividiéndose en pequeñas poblaciones urbanas y población rural.

### Grupos étnicos
Existen en el municipio cerca de dos mil hablantes de lenguas indígenas, siendo predominante el uso de la lengua Nahuatl, pero mayoritariamente Chinantecos originarios del estado de Oaxaca desplazados por la construcción de la presa Miguel Alemán.

## Desarrollo social

### Educación
La educación básica es impartida en 113 planteles de educación preescolar, 185 planteles de educación primaria, 34 de educación
secundaria, 12 instituciones de educación preparatoria, así como un centro de enseñanza técnica y profesional medio como es el CBTIS, dos instituciones de enseñanza de nivel superior como son la Universidad del Golfo de México y el Instituto Tecnológico Superior de Tierra Blanca el cual se encuentra certificado en el sistema ISO 9001:2000 de certificación de calidad en el servicio y ESR (Empresa Socialmente Responsable), así como un centro de capacitación para el trabajo "ICATVER".

## Salud
Tierra Blanca padece uno de los más altos índices nacionales de incidencia, prevalencia y mortalidad por insuficiencia renal crónica que puede derivar en diabetes mellitus e hipertensión. En los últimos años son frecuentes los casos de pacientes renales niños, jóvenes y adultos de mediana edad que no son diabéticos o hipertensos. Es probable que el alto contenido de metales pesados, que son tóxicos para los riñones, así como el consumo excesivo de alimentos industrializados, refrescos y poca agua, puedan ser parte del origen de esta epidemia, ya que para el clima caluroso hay una gran perdida de líquidos debido a la sudoración (Tierra Blanca es también el municipio más caluroso del estado de Veracruz). Respecto a la contaminación del agua, estudios realizados por la UNAM arrojan, como posible factor a considerar, el hecho de que la Cuenca del Papaloapan recibe parte de la contaminación emitida por el por el corredor industrial Orizaba-Ixtaczoquitlán-Córdoba.
Para enfrentar la necesidad de tratamiento para este padecimiento, se cuenta con una unidad de hemodiálisis en el Hospital General de Sub Zona de Servicios de Salud de Veracruz inaugurada por el exgobernador del Estado de Veracruz, Lic. Fidel Herrera Beltrán.

## Hermanamientos
- San Juan Bautista Tuxtepec, México (2009).[13]